# Sky Angkor Airlines
Sky Angkor Airlines Co. Ltd. (Khmer ស្កាយវីង អេស៊ា អ៊ែឡា) ist eine kambodschanische Fluggesellschaft mit Sitz in Siem Reap und Basis auf dem Flughafen Siem Reap.

## Geschichte
Sky Angkor Airlines wurde im Juni 2011 als Skywings Asia Airlines gegründet und nahm wenig später mit einer McDonnell Douglas MD-83 den Flugbetrieb auf.

## Flugziele
Sky Angkor Airlines fliegt von Siem Reap aus Ziele in Ostasien an.

## Flotte

### Aktuelle Flotte
Mit Stand April 2024 besteht die Flotte der Sky Angkor Airlines aus sechs Flugzeug mit einem Durchschnittsalter von 14,3 Jahren:
| Flugzeugtyp     | Anzahl | bestellt | Anmerkungen                                        | Sitzplätze | Durchschnittsalter |
| --------------- | ------ | -------- | -------------------------------------------------- | ---------- | ------------------ |
| Airbus A320-200 | 4      |          | je zwei für Myanmar Airways und SpiceJet betrieben | 180        | 14,9 Jahre         |
| Airbus A320neo  | 1      |          |                                                    | 180        | 4,2 Jahre          |
| Airbus A321-200 | 1      | 1        |                                                    | 220        | 22,4 Jahre         |
| Gesamt          | 6      | 1        |                                                    |            | 14,3 Jahre         |

### Ehemalige Flugzeugtypen
- McDonnell Douglas MD-83[4]